# 夢斷白莊
《夢斷白莊》（英語：Brideshead Revisited: The Sacred & Profane Memories of Captain Charles Ryder）是英国作家伊弗林·沃（Evelyn Waugh）于1945年发表的小说。小说以英國皇家海軍上校查尔斯·瑞德的视角，记录了英国天主教贵族马齐美（Marchmain）家族的兴衰以探讨了人与神（上帝）之间的关系。
《时代杂志》將該作列为“時代雜誌百大英文小說”之一，作者本人也屡次将此作品引称为自己的‘巨著’。然而他在1950年的一封私人信件中指出：“重读这部作品时，我自己都感到驚駭。”。《夢斷白莊》1959年再版，作者在序言中声明：“小说创作于二战期间（1943 年12月 – 1944 年6月），当时作者因为跳伞负伤而病休在家。在那样一个无望，匮乏的战乱时期 —— 充斥着罐头豆子和简化英语——这部作品充满了对逝去不久的奢华生活的怀念：佳肴，美酒，以及华丽的谈吐。该格调，在现在这样一个饱足的时代来看，未免不够高雅。”尽管作者本人对此部作品略带轻蔑，《夢斷白莊》却是该作者最受欢迎的小说之一。
此書第一部第三章曾在1957年被摘譯為中文：《興仁嶺重臨記》。全書中文譯本，皇冠文化初譯《夢斷白莊》，聯經出版後譯《慾望莊園》；译林出版社譯作《舊地重遊》，漓江出版社譯作《布园重访——查尔斯·莱德上尉的神圣和渎神回忆》，湖南文艺出版社譯作《故園風雨後》。

## 改編作品
该小说在1981年由英國獨立電視台的制作组拍成11集的电视连续剧，在英国、加拿大及美国广收好评，获英国电影和电视艺术学院奖、艾美奖、金球奖等国际嘉奖。2008年，该小说拍成电影。

## 榮譽
- 美國當月選書俱樂部（Book of the Month Club）出版當月選書
- 現代圖書館（Mondern Library）評選二十世紀百大英語小說
- 英國BBC「大閱讀」公眾票選最佳英語小說之一
- 時代雜誌（Times）百大英語小說
- 美國Newsweek雜誌歷年百大文學小說

## 延伸閱讀
- Mad World: Evelyn Waugh and the Secrets of Brideshead. Harper Press. 2009. ISBN 0870-429-6655

## 後世
- 在《時空旅人之妻》中，女主角Clare曾提及她正在讀這本小說。

## 外部連結
- 1945 NYtimes.com （页面存档备份，存于）, New York Times Book Review on Brideshead Revisited
- Freeserve.co.uk, A Companion to Brideshead Revisited (adapted for both book and serialisation)
- Downloadable audio about Brideshead Revisited and Evelyn Waugh （页面存档备份，存于） from EWTN
- Guardian.co.uk （页面存档备份，存于）, Article Regarding Waugh and Hollywood.
- May 2008 Telegraph.co.uk （页面存档备份，存于）, Telegraph Magazine, edited extract from 'Madresfield: The Real Brideshead' by Jane Mulvagh (Doubleday)

1. ↑  .   [2024-08-25] （中文（臺灣））.